# コリバートン
コリバートン(英語：Corriverton)は、ガイアナ共和国の東ベルビセ＝コレンティネ州の都市。
2012年の人口は1万1386人で、同国5位。
ガイアナ最東端に位置する。
コランタイン川の河口に位置し、対岸にはスリナム領ニウ・ニッケリーの町がある。
その南に位置するサウス・ドレインとはフェリーで連絡している。
首都ジョージタウンからは313km東に位置し、Berbice郡に属する。
現在のコリバートンの町は、スプリングランズとスケルドンという二つの古い町と、かつてブッカー・グループの所有していたサトウキビ・プランテーションに起源をもつ、数字名を持った（例：「78」など）いくつかの村落から構成されている。
コリバートンにはヒンドゥー教徒、キリスト教徒、イスラム教徒が混合して居住しており、多くのモスク、教会、寺院、そして優れた教育システムを持っている。
コリバートンにはParaton Inn, Mahogany Hotel, Riverton Suites, Hotel Malinmar, the Swiss Guest Houseなど多くのホテルがある。
1998年以来、CANAWAIMAフェリーがコリバートンの南10kmにあるモレソン・クリークと、対岸のスリナム領サウス・ドレインとを結んでいる。
これは両国間の唯一の合法的な旅行ルートであるが、実際には多くの旅行者が両国間を走るトラックに便乗して国境を越えている.。